# Souselas e Botão
Souselas e Botão (oficialmente: União das Freguesias de Souselas e Botão) é uma freguesia portuguesa do município de Coimbra, com 33,01 km² de área e 4188 habitantes (censo de 2021). A sua densidade populacional é 126,9 hab./km².

## História
Foi constituída em 2013, no âmbito de uma reforma administrativa nacional, pela agregação das antigas freguesias de Souselas e Botão e tem a sede em Souselas.

## Demografia
A população registada nos censos foi:
| Distribuição da População por Grupos Etários | Distribuição da População por Grupos Etários | Distribuição da População por Grupos Etários | Distribuição da População por Grupos Etários | Distribuição da População por Grupos Etários |
| -------------------------------------------- | -------------------------------------------- | -------------------------------------------- | -------------------------------------------- | -------------------------------------------- |
| Ano                                          | 0-14 Anos                                    | 15-24 Anos                                   | 25-64 Anos                                   | > 65 Anos                                    |
| 2001                                         | 688                                          | 680                                          | 2716                                         | 745                                          |
| 2011                                         | 631                                          | 446                                          | 2625                                         | 978                                          |
| 2021                                         | 451                                          | 440                                          | 2087                                         | 1210                                         |

À data da junção das freguesias, a população registada no censo anterior (2011) foi:
| Freguesia atual  | Freguesia atual  | Freguesia atual | Freguesias antigas | Freguesias antigas | Freguesias antigas |
| Freguesia        | População (2011) | Área (km²)      | Freguesia          | População (2011)   | Área (km²)         |
| ---------------- | ---------------- | --------------- | ------------------ | ------------------ | ------------------ |
| Souselas e Botão | 4680             | 33,01           | Souselas           | 3092               | 15,74              |
| Souselas e Botão | 4680             | 33,01           | Botão              | 1588               | 17,27              |

## Lugares
Souselas
- Souselas
- Lagares
- Marmeleira
- Pisão dos Canaviais
- Ribeiro de Vilela
- S. Martinho do Pinheiro
- Santa Luzia
- Sargento-Mor
- Zouparria do Monte

Botão
- Botão
- Larçã
- Paço
- Outeiro do Botão
- Póvoa do Loureiro
- Mata de São Pedro
- Paul